# Wang Chau
Wang Chau är en ö i Hongkong (Kina). Den ligger i den östra delen av Hongkong.